# Tropodiaptomus madagascariensis
Tropodiaptomus madagascariensis là một loài giáp xác trong họ Diaptomidae